# Dedeli, Görele
Dedeli là một xã thuộc huyện Görele, tỉnh Giresun, Thổ Nhĩ Kỳ. Dân số thời điểm năm 2011 là 115 người.